# Питър Ленков
Питър М. Ленков (на английски: Peter M. Lenkov) е канадски филмов и телевизионен продуцент и сценарист.
Сред най-известните му творби са телевизионните сериали „Никита“, „Хавай 5-0“, „24 часа“ и „От местопрестъплението: Ню Йорк“, както и филмите „Призрачен патрул“, „Разрушителят“, „XIII: Конспирацията“ и „Ballistic: Ecks vs. Sever“.
Написал е комиксите „Rest in Peace Department“ и „Fort: Prophet of the Unexplained“, за който получава номинация за премията „Брам Стокър“. През 2005 г. получава номинация „Еми“ за работата му над култовия сериал „24 часа“. През 2009 г. пише сценариите за епизодите на сериала „C.S.I.: Местопрестъплението Ню-Йорк“, за актьорската игра в който Ед Ашнър е номиниран за „Еми“ като най-добър поканен актьор. През 2011 г. неговият „Хавай 5.0“ получава награда „Изборът на публиката“ за най-добър нов драматичен телевизионен сериал.
През 2008 г. Ленков става изпълнителен продуцент на минисериала NBC „XIII: Заговорът“ със Стивън Дорф и Вал Килмър. На основата на минисериала се снима телевизионен сериал „XIII“ със Стюарт Таунзенд, който излиза в ефир през 2011 – 2012 г. През 2010 година създава телевизионния сериал на CBS „Хавай 5-0“. През 2011 г. започват снимките на кинофилма, основан на комикса му „Призрачен патрул“. Премиерата на филма е през лятото на 2013 г.
Ленков е женен за актрисата и фотографка Оди Ингланд, с която имат 4 деца. Живеят в Лос Анджелис.

## Произведения

### Кино

#### Сценарист
- Demolition Man (1993)
- Son in Law (1993)
- Dr. Jekyll and Mr. Hyde (1999)
- Universal Soldier II: Brothers in Arms (1998)
- Universal Soldier III: Unfinished Business (1998)
- Ballistic: Ecks vs. Sever (2002) [1]

#### Продуцент
- R.I.P.D. (2013)
- XIII (2008)
- Pursued (2003)
- Ballistic: Ecks vs. Sever (2002)
- Chairman of the Board (1996)
- Jury Duty (1994)
- Son in Law (1993)

### Телевизия

#### Автор и продуцент
- Parker Kane (1990)
- Haunted Lives: True Ghost Stories (1991)
- The Crow: Stairway to Heaven (1994)
- The Hunger (1995)
- La Femme Nikita (1997)
- Level 9 (1999)
- Tracker (2000)
- The District (2000)
- 24: Day 4 (2004 – 2005)
- CSI: NY (2005 – 2013)
- XIII (film)|XIII (2009)
- Metajets (2009)
- Kung Fu Dino Posse (2009)
- Хавай 5-0 (2010 – 2020 г.)
- MacGyver (2016 TV series)|MacGyver (2016– )

#### Сценарии
- Haunted Lives: True Ghost Stories (1991)
- Parker Kane (1991)
- Ghost Stories (1997)
- The Crow: Stairway to Heaven (1998)
- The Hunger (1999)

### Комикси
- R.I.P.D. (2001)
- Fort: Prophet of the Unexplained (2003) – с Франзер Ървинг